# Enzo Robotti
Enzo Robotti (Alessandria, Provincia de Alessandria, Italia, 13 de junio de 1935) es un exfutbolista y director técnico italiano. Se desempeñaba en la posición de defensa.

## Selección nacional
Fue internacional con la selección de fútbol de Italia en 15 ocasiones. Debutó el 13 de diciembre de 1958, en un encuentro ante la selección de Checoslovaquia que finalizó con marcador de 1-1.

### Participaciones en Copas del Mundo
| Mundial                        | Sede  | Resultado    |
| ------------------------------ | ----- | ------------ |
| Copa Mundial de Fútbol de 1962 | Chile | Primera fase |

## Clubes

### Como futbolista
| Club                | País   | Año       |
| ------------------- | ------ | --------- |
| Sanremese Calcio    | Italia | 1955-1956 |
| Juventus F. C.      | Italia | 1956-1957 |
| A. C. F. Fiorentina | Italia | 1957-1965 |
| Brescia Calcio      | Italia | 1965-1967 |
| A. S. Roma          | Italia | 1967-1968 |

### Como entrenador
| Club                    | País   | Año       |
| ----------------------- | ------ | --------- |
| Calcio Aquila           | Italia | 1970-1971 |
| A. C. Prato             | Italia | 1971-1973 |
| Pisa Calcio             | Italia | 1973-1975 |
| U. S. Grosseto          | Italia | 1975-1977 |
| A. S. Montecatini       | Italia | 1977-1979 |
| Spezia Calcio           | Italia | 1980-1982 |
| Fano Calcio             | Italia | 1982-1983 |
| San Frediano Rondinella | Italia | 1983-1985 |
| U. S. Avellino          | Italia | 1985-1986 |
| Cagliari Calcio         | Italia | 1987      |
| Frosinone Calcio        | Italia | 1988-1989 |
| San Frediano Rondinella | Italia | 1989-1990 |
| Trento Calcio           | Italia | 1990-1991 |

## Palmarés

### Como futbolista

#### Campeonatos nacionales
| Título      | Club                | País   | Año     |
| ----------- | ------------------- | ------ | ------- |
| Copa Italia | A. C. F. Fiorentina | Italia | 1960-61 |

#### Copas internacionales
| Título           | Club                | País   | Año     |
| ---------------- | ------------------- | ------ | ------- |
| Recopa de Europa | A. C. F. Fiorentina | Italia | 1960-61 |